# Seui
Seui (sardinski: Seùi) je grad i općina (comune) u pokrajini Južnoj Sardiniji u regiji Sardiniji, Italija. Nalazi se na nadmorskoj visini od 820 metara i ima 1 291 stanovnika.
 Prostire se na 148,21 km². Gustoća naseljenosti je 9 st/km².
Susjedne općine su: Arzana, Escalaplano, Esterzili, Gairo, Perdasdefogu, Sadali, Seulo, Ulassai i Ussassai.